# Крейг, Брандан
Брандан Эндрю Крейг (англ. Brandan Andrew Craig; род. 7 апреля 2004, Филадельфия, Пенсильвания) — американский футболист, защитник клуба «Филадельфия Юнион», выступающий на правах аренды за клуб «Эль-Пасо Локомотив».

## Клубная карьера
Крейг провёл четыре года в академии клуба «Филадельфия Юнион». 22 июля 2020 года он дебютировал за «Филадельфию Юнион II» в матче Чемпионшипа ЮСЛ против «Нью-Йорк Ред Буллз II». 16 сентября в матче против «Лаудон Юнайтед» он забил свой первый гол за «Филадельфию Юнион II». 12 ноября Крейг подписал с «Филадельфией Юнион» контракт по правилу доморощенного игрока, вступающий в силу 1 января 2021 года. 8 июля 2022 года в матче против «Ди Си Юнайтед» он дебютировал в MLS, выйдя на замену на 86-й минуте вместо Леона Флаха.
5 июля 2023 года Крейг отправился в аренду в «Остин» до конца сезона 2023 в обмен на пик третьего раунда Супердрафта MLS 2024, а также до $125 тыс. в общих распределительных средствах в зависимости от достижения им определённых показателей. По окончании сезона 2023, так и не дебютировав за «Остин», он вернулся обратно в «Филадельфию Юнион».
15 февраля 2024 года Крейг был отдан в аренду клубу Чемпионшипа ЮСЛ «Эль-Пасо Локомотив» до конца сезона 2024. За «Локомотив» он дебютировал 9 марта в матче стартового тура сезона 2024 против «Хартфорд Атлетик».

## Международная карьера
В 2022 году в составе молодёжной сборной США Крейг стал победителем молодёжного чемпионата КОНКАКАФ в Гондурасе. На турнире он сыграл в матчах против команд Кубы, Никарагуа, Коста-Рики, Гондураса и Доминиканской Республики.
В том же году Крейг принял участие в молодёжном чемпионате мира в Аргентине. На турнире он сыграл в матчах против команд Эквадора, Словакии, Фиджи, Новой Зеландии и Уругвая.

## Достижения
Международные
 США (до 20)
- Победитель молодёжного чемпионата КОНКАКАФ — 2022